# الحياة والكون وكل شيء (رواية)
الحياة والكون وكل شيء (بالإنجليزية: Life, the Universe and Everything)‏ هي هي ثالث رواية ضمن سلسلة روايات دليل المسافر إلى المجرة للكاتب الإنجليزي دوغلاس آدمز، نشرت عام 1982، لأول مرة عن دار نشر بان بوكس في المملكة المتحدة وهارموني بوكس في الولايات المتحدة.